# القصالي
قرية القصالي هي إحدى القرى التابعة لمركز الزقازيق في محافظة الشرقية في جمهورية مصر العربية. حسب إحصاءات سنة 2006، بلغ إجمالي السكان في قرية القصالي 1792 نسمة، منهم 956 رجل و836 امرأة.
خريطة القصالي
خريطة القصالي